# Atissa
Atissa is een vliegengeslacht uit de familie van de oevervliegen (Ephydridae).

## Soorten
- A. atlantica Cresson, 1926
- A. hepaticoloris Becker, 1903
- A. humilis (Coquillett, 1902)
- A. kairensis Becker, 1903
- A. kerteszi Papp, 1974
- A. limosina Becker, 1896
- A. litoralis (Cole, 1912)
- A. luteipes Cresson, 1944
- A. pygmaea (Haliday, 1833)
- A. subnudus (Sturtevant and Wheeler, 1954)